# Тайтус Ельва
Тайтус Ельва (англ. Titus Elva, нар. 5 лютого 1974, Сент-Люсія) — сентлюсійський футболіст, який грав на позиції нападника. Відомий за виступами в клубах Тринідаду і Тобаго, а також у складі збірної Сент-Люсії, у складі якої відзначався забитими м'ячами на низці міжнародних турнірів.

## Клубна кар'єра
З 1999 року Тайтус Ельва грав у клубі з Тринідаду і Тобаго «Дабл-Ю Конекшн», у складі якого двічі ставав чемпіоном країни, а також тричі ставав володарем кубка країни. У 2004 році перейшов до складу іншого клубу з Тринідаду і Тобаго «Морвант Каледонія Юнайтед», у якому грав до кінця 2005 року. На початку 2006 року повернувся на батьківщину, де грав у клубі «Олл Старз Вадат», в якому й завершив виступи в 2008 році.

## Виступи за збірну
У 1995 році Тайтус Ельва дебютував у складі збірної Сент-Люсії. У складі збірної брав участь у кваліфікаційних турнірах чемпіонату світу з футболу та Золотого кубка КОНКАКАФ, а також у турнірах Карибського кубка, відзначившись забитими м'ячами у всіх цих турнірах. У складі збірної грав до 2008 року, провів у складі збірної 27 матчів, у яких відзначився 16 забитими м'ячами.